# Лейтенант Бураков (эсминец)
«Лейтенант Бураков» — эскадренный миноносец (контрминоносец) типа «Лейтенант Бураков».

## История строительства
Корабль заложен в начале 1904 года на стапеле судоверфи «Форж и Шантье» (Forges et Chantiers de la Méditerranée) в Гавре по заказу Морского ведомства России. 2 (15) апреля 1905 года зачислен в списки судов Балтийского флота, спущен на воду 20 июня (3 июля) 1905 года, вступил в строй в декабре этого же года. 27 сентября (10 октября) 1907 года официально причислен к подклассу эскадренных миноносцев.

## История службы
23 февраля (8 марта) 1912 года «Лейтенант Бураков» был переклассифицирован в посыльное судно. Принимал участие в Первой мировой войне, обеспечивая деятельность службы связи Балтийского флота. 30 июля (12 августа) 1917 года погиб в Ботническом заливе в районе Ледзунда от подрыва на минном заграждении противника на переходе в составе отряда из Дегербю в Мариехамн. 29 мая 1918 года исключён из списков флота.

## Командиры
- 1908-1909. Коротков. Николай Васильевич
- 1909-1912. Вердеревский. Роберт Николаевич
- хххх-хххх. Орлов. Василий Иванович